# Салтовская (станция метро)
«Салтовская» (укр. Салтівська  (слушать)о файле) ,до 26 июля 2024 года — «Героев Труда»)— станция Харьковского метрополитена, северная конечная Салтовской линии. Находится на пересечении улицы Непокоренных и улицы Академика Павлова между 522, 521, 524 микрорайонами и торговым комплексом, состоящим из ТРЦ «Караван», ТРЦ «Дафи», строительного гипермаркета «Эпицентр», мебельного гипермаркета «Мебельный лабиринт», радиорынка и рынка «Солли».

## История и происхождение названия
Станция открыта 24 октября 1986 года в составе второй очереди второй (Салтовской) линии. Своё название получила по улице Героев Труда. Проектное название — «Улица Героев Труда».
26 июля 2024 года в рамках декоммунизации была переименована в «Салтовская».

## Вестибюли и пересадки
Станция принимает пассажиров из жилых массивов, расположенных по улицам Академика Павлова, Непокоренных, Гвардейцев Широнинцев, проспекту Тракторостроителей, а также из пяти микрорайонов Северной Салтовки. Рядом со станцией расположены два рынка — «Новосалтовский» и «Кутузовский», кинотеатр «Познань», торговые учреждения, автостанция липчанского направления. «Салтовская», наряду с «Академика Барабашова» является одной из наиболее загруженных станций метрополитена.
Разработка станции «Салтовская» велась в конце 60-х — начале 70-х годов, когда на месте торгово-развлекательных центров находились поля и теплицы, и строить подземные переходы в их сторону было нецелесообразно. Как следствие станция не имела выхода на одну из сторон перекрёстка.

### Новый подземный переход
С 7 сентября 2013 года на перекрёстке улиц Непокоренных и Академика Павлова шло строительство открытым способом дополнительного выхода со станции метро и двух подземных пешеходных переходов. Сооружено шпунтовое ограждение котлована. На участке был проложен дублирующий трамвайный путь.
На объекте были задействованы две буровые установки для бурения лидерных скважин под погружение свай. При установке одной из свай строители наткнулись на залегающие в земле железобетонные конструкции, неучтённые в проекте. В срочном порядке из Киева был доставлен буровой инструмент, предназначенный для скальных пород, который позволил, не извлекая из земли конструкции, пробурить их и задавить туда шпунт.
В ходе работ выяснилось, что на глубине 4,5 м вода и необходимо проложить дренажные трубы.
На два подземных перехода (длина одного — 50 м, второго — 20, ширина — по 8 метров) был построен один выход, который расположен в районе трамвайной и автобусно-троллейбусной остановки на стороне радиорынка.
Работы завершены в 2014 году.

## Техническая характеристика
Конструкция станции — колонная мелкого заложения.

## Оформление
Архитектура станции строго торжественна, благодаря чёткому ритму прямоугольных колонн, пластичной структуре потолка из крупноразмерных плит с восьмигранными кессонами и ритму светильников со светозащитными вертикальными рёбрами. Названию станции отвечают геральдические художественно-декоративные чеканные вставки на путевых стенах с изображениями орденов и медалей. Стены и колонны отделаны белым уральским и коричневым закарпатским мрамором, полы — из плит красного и серого гранита.

## Транспорт
Рядом со станцией есть трамвайный маршрут № 26 «Юго-Восточная — Центральный парк культуры и отдыха». На трамвайном маршруте имеются пересадки на станции метро «Индустриальная», «Тракторный завод», «Заводская», «Армейская», «Дворец Спорта», «Киевская».
Также рядом есть троллейбусный маршрут № 47 «Ст. м. „Салтовская“ — Северная Салтовка».

## Фотогалерея
- Гобелены станции Салтовская в честь Советского Союза. Фото сделано до декоммунизации станции, когда станция называлась "Героев труда".
- Барельеф в честь Владимира Ильича Ленина на станции Салтовская. Фото до декоммунизации.
- Люстра на станции Салтовская.